# جوليانو أندريه بيريرا دا سيلفا
جوليانو أندريه بيريرا دا سيلفا هو لاعب كرة قدم برازيلي في مركز الدفاع، ولد في 13 أكتوبر 1986 في Parapuã ‏ في البرازيل. لعب مع نادي أفاي لكرة القدم ونادي اتلتيكو سوروكابا ونادي جوفنتودي ونادي جوينفيل ونادي كوكسي.

## وصلات خارجية
- جوليانو أندريه بيريرا دا سيلفا على موقع قاعدة بيانات كرة القدم.إي يو (الإنجليزية)
- جوليانو أندريه بيريرا دا سيلفا على موقع Soccerway.com (الإنجليزية)